# ビール酒造組合

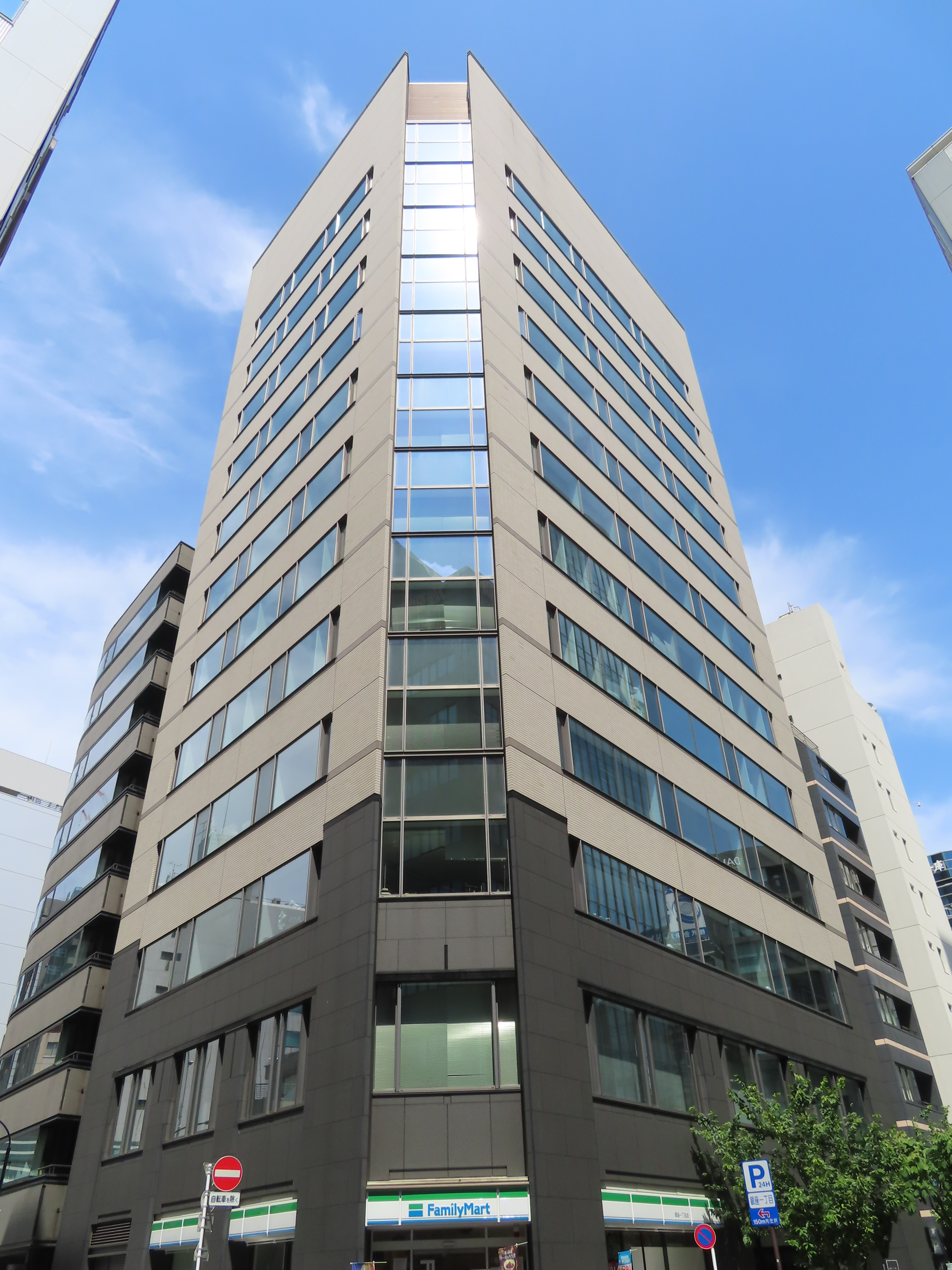
本部が置かれた銀座大栄ビル

ビール酒造組合（ビールしゅぞうくみあい）は、ビールメーカー大手5社で構成される酒類業組合。本部は東京都中央区銀座1-16-7 銀座大栄ビル10F。

## 主な活動内容
1953年に「酒税の保全及び酒類業組合等に関する法律」が成立。それにより酒類製造業者・販売業者が組合を作ることが可能になり、同年にビール酒造組合は設立された。おもにビール業界の発展と酒税の減税運動など行う。そのほかにも、正しい飲酒の推進や、空き缶の回収など環境保全活動も行っている。特に酒税については、ビール酒税減税要望キャンペーンを行って署名活動をしていたことがある。
酒類業界「広告宣伝に関する自主基準」アジア・西太平洋地域ワークショップを開催。日本におけるアルコールに対する公衆衛生の展望や、世界中の専門家らを招いてパネルディスカッションを行った。なお、このワークショップには日本洋酒酒造組合や、本部をワシントンD.C.に置く国際アルコール政策センターが協力している。
同組合では「STOP!20歳未満飲酒プロジェクト」を立ち上げた。缶バッジや広告を制作し、ビール関連商品を扱うコンビニエンスストアや各種スーパーマーケットなどと協力して活動を行っている。ほかに20歳未満の飲酒防止活動の一環として、酒類にかかわるテレビコマーシャルなどの広告制限も行っている。これには、20歳未満のタレントを広告に起用しないこと、などが盛り込まれている。

## 会員
- サントリー株式会社
- アサヒビール株式会社
- 麒麟麦酒（キリンビール）株式会社
- サッポロビール株式会社
- オリオンビール株式会社